# Fossalta di Portogruaro
Fossalta di Portogruaro település Olaszországban, Veneto régióban, Velence megyében. Lakosainak száma 5728 fő (2023. január 1.). Fossalta di Portogruaro Portogruaro, Teglio Veneto, San Michele al Tagliamento és Morsano al Tagliamento községekkel határos.

## Népesség
A település népességének változása:
| Lakosok száma | 6047 | 6190 | 5728 |
|               | 2017 | 2018 | 2023 |